# Ku-ring-gai Council
Ku-ring-gai Council is een Local Government Area (LGA) in de Australische deelstaat New South Wales.